# Duguetia bahiensis
Duguetia bahiensis är en kirimojaväxtart som beskrevs av Paulus Johannes Maria Maas. Duguetia bahiensis ingår i släktet Duguetia och familjen kirimojaväxter. Inga underarter finns listade i Catalogue of Life.